# Kính Thuận vương
Kính Thuận Vương (mất 978, trị vì 927–935) là quốc vương thứ 56 và cuối cùng của Tân La. Ông là hậu duệ đời thứ sáu của Văn Thánh Vương, ông là con trai của "y xan" Kim Hiếu Tông (Kim Hyojong) và vương hậu Quế Nga (Gyea), con gái của Hiến Khang Vương. Vợ của ông là Trúc Phương (Jukbang) phu nhân (죽방부인) họ Phác (Bak), con cả của ông là thái tử Ma Y (Ma-ui). Ông có tên húy là Kim Phó (金傅, 김부)
Kính Thuận Vương được đưa lên ngôi bởi vua của Hậu Bách Tế là Chân Huyên (Gyeon Hwon) sau khi quân đội nước này cướp phá Gyeongju năm 927. Vương quốc vốn đã sẵn trong tình trạng tiêu điều, và Kính Thuận chỉ được cai trị một lãnh thổ rất nhỏ bé so với Tân La trước đây và cuối cùng đã thoái vị để ủng hộ Cao Ly Thái Tổ vào năm 935. Sự thoái vị của ông đã giúp Cao Ly thống nhất bán đảo Triều Tiên. Ông tái hôn với công chúa của Thái Tổ là Lạc Lãng (Nangrang) và được phong làm sự thẩm quan (sasim-gwan) của Gyeongju, trở thành "sự thẩm quan" đầu tiên của Cao Ly. Ông sống phần đời còn lại của mình ở gần kinh đô của Cao Ly (tức Kaesong ngày nay).
Ông mất năm 978 và lăng mộ nằm tại Jangdan-myeon, Yeoncheon, Gyeonggi, Hàn Quốc. Theo Tam quốc sử ký (Samguk Sagi), con trai của Kính Thuận, Thái tử Ma Y (Ma-Ui) đã phản đối việc cha mình chịu khuất phục Cao Ly và lên ở ẩn tại núi Kim Cương (Kumgang).

## Gia quyến
- Thân phụ: Kim Hiếu Tông
- Thân mẫu: Quế Nga Vương hậu Kim thị
- Thê tử:
  1. Chánh thất Trúc Phương phu nhân Phác thị (죽방부인 박씨; 竹房夫人 朴氏)
    1. Ma Y Thái tử Kim Khiểm Dụng (마의태자 김겸용; 麻衣太子 金謙用; 912 - ?), ở ẩn tại núi Kim Cương. Tên khác là Kim Dật (김일; 金鎰))
    2. Hạc Thành phủ viện quân Kim Đức Chí (학성부원군 김덕지; 鹤城府院君 金德摯; 914 - ?)
    3. Vĩnh Phần công Kim Minh Chung (영분공 김명종; 永棼公 金鸣钟)

  2. Yên Trinh Thục Nghi Công chúa (안정숙의공주) tức Lạc Lãng Công chúa (낙랑공주), trưởng nữ của Cao Ly Thái Tổ
    1. Khánh Châu quân Kim Ân Duyệt (경주군 김은열; 慶州君 金殷說)
    2. Nghĩa Thành quân Kim Tích (의성군 김석; 義城君 金錫)
    3. Giang Lăng quân Kim Kiện (강릉군 김건; 江陵君 金鍵)
    4. Ngạn Dương quân Kim Sam (언양군 김선; 彦陽君 金鐥)
    5. Nhất Thiện quân Kim Chuy (일선군 김추; 一善君 金錘)
    6. Hiến Túc Vương hậu (헌숙왕후; 獻肅王后), nguyên phối của Cao Ly Cảnh Tông, không con
    7. Vương nữ không rõ danh tính, lấy Hoàng Quỳnh
    8. Vương nữ không rõ danh tính, lấy Lý Kim Thư

  3. Phu nhân không rõ danh tính, em khác mẹ với Lạc Lãng Công chúa, con của Thánh Mậu phu nhân với Cao Ly Thái Tổ